# FoxTrot
FoxTrot es una tira cómica estadounidense escrita e ilustrada por Bill Amend. A diciembre del 2006 era publicada por más de 1000 diarios a nivel mundial. Desde su estreno en 1988 fue publicada diariamente, pero el 31 de diciembre de 2006, cambió a tira dominical.

## Argumento
La tira se centra alrededor de la vida cotidiana de la familia Fox, una familia estadounidense compuesta de los padres y tres hijos: Roger (padre), Andy (madre) y los niños Peter, Paige y Jason, de 16, 14, y 10 años de edad, respectivamente. La tira cubre numerosos temas de vida familiar con alusiones a la cultura popular y a las tendencias de consumo de la sociedad estadounidense.
- Datos: Q2915556